# Heliu (köping i Kina, Shandong)
Heliu (kinesiska: 河流镇, 河流) är en köping i Kina. Den ligger i provinsen Shandong, i den östra delen av landet, omkring 120 kilometer nordost om provinshuvudstaden Jinan. Antalet invånare är 38 962. Befolkningen består av 19 276 kvinnor och 19 686 män. Barn under 15 år utgör 17,0 %, vuxna 15-64 år 74 %, och äldre över 65 år 8,0 %.
Genomsnittlig årsnederbörd är 702 millimeter. Den regnigaste månaden är juli, med i genomsnitt 264 mm nederbörd, och den torraste är mars, med 5 mm nederbörd.